# Curva omeomerica
In geometria differenziale delle curve, si dice curva omeomerica una curva tale che dati due suoi punti arbitrari, esiste una trasformazione rigida che trasforma la curva in sé stessa e manda il primo punto nel secondo.
Un esempio di curva omeomerica è l'elica cilindrica; il fatto che essa sia una curva omeomerica costituisce il principio geometrico del funzionamento delle viti cilindriche.
Il termine omeomeria, usato anche dal filosofo greco Anassagora, deriva dalle parole greche hòmòios, cioè simile, e méros, parte. Esso fu pensato dallo stesso Anassagora come principio costitutivo di tutte le cose e contenuto in tutte le cose ("Tutto è in tutto", secondo la sua filosofia). Ogni cosa ha caratteristiche manifeste ed altre nascoste, appunto, nei semi.